# ロック・ザ・フィガロ
『ロック・ザ・フィガロ』は、横山由和によるオリジナルミュージカル作品。2013年4月26日から5月3日まで公演が行われた。オペラ「フィガロの結婚」を題材とした作品。

## スタッフなど
- 作・作詞・演出：横山由和
- 作曲：富貴晴美
- 音楽監督： 原田裕子
- 振付：福島桂子
- 音響：橋本達也
- 稽古ピアノ：高野真
- 企画・制作：川崎市アートセンター
- 主催：川崎・しんゆり芸術祭2013実行委員会/川崎市アートセンター

## 主要キャスト
- 岡幸二郎
- 柳瀬大輔
- 鈴木ほのか